# Acoustical Society of America
De  Acoustical Society of America (ASA) is een internationaal wetenschappelijk genootschap gewijd aan het genereren, verspreiden en bevorderen van de kennis van de akoestiek en haar praktische toepassingen.

## Geschiedenis
De ASA werd opgericht door Wallace Waterfall, Floyd Watson, en Vern Oliver Knudsen. Op 27 december 1928 ontmoetten ongeveer 40 wetenschappers en ingenieurs, die geïnteresseerd waren in akoestiek elkaar bij de Bell Telephone Laboratories in New York, met de bedoeling om de vorming van een wetenschappelijk genootschap voor akoestiek te overwegen. Enkele maanden later, op 10-11 mei 1929, hield de 'The Acoustical Society of America'  zijn eerste bijeenkomst met ongeveer 450 charterleden. In 1931 smolt  'The Acoustical Society of America' samen met drie andere wetenschappelijke instellingen om het American Institute of Physics te vormen.

## Technische Comités
De vereniging heeft 13 technische commissies die specialisaties vertegenwoordigen op het gebied van akoestiek. De commissies organiseren technische sessies op conferenties en zijn verantwoordelijk voor de vertegenwoordiging van hun specifieke interessegebied in de ASA publicaties.

## Standaarden
Vanaf de oprichting hebben de leden van de ASA geholpen om akoestische normen te ontwikkelen. In 1932 benoemde het American National Standards Institute (ANSI) de Acoustical Society als sponsor van een commissie om akoestische terminologie en metingen te standaardiseren. In 1957 werd dit comité gesplitst in drie vervolgcomités: S1 voor Akoestiek, S2 voor Mechanische schok en trillingen, S3 voor de Bio-akoestiek, in 1981 werd er nog een vierde aan toegevoegd, S12 Ruis ('Noise'). De ASA verdeelt ook ISO en IEC-normen.

## Publicaties
De ASA publiceert de Journal of the Acoustical Society of America (JASA),  The Acoustics Research Letters Online (ARLO),  Acoustics Today en een breed scala aan boeken en video's over onderwerpen gerelateerd aan akoestiek.